# Разрешительная лицензия свободного ПО
| Public Domain           | Non-Protective FOSS license | Protective FOSS License | Protective FOSS License | Proprietary License    | Trade Secret        |
| All rights relinquished | ← more rights granted       | ← more rights granted   | more rights retained →  | more rights retained → | All rights retained |

Пермиссивные лицензии на свободное ПО (англ. Permissive free software licence) — лицензии на программное обеспечение, которые практически не ограничивают свободу действий пользователей ПО и разработчиков, работающих с исходным кодом. В частности, пермиссивные лицензии сами по себе не ограничивают выбор лицензии для работ, производных от работы с пермиссивной лицензией. Следовательно, пермиссивные лицензии не являются копилефтом, в отличие от многих других лицензий открытого и свободного ПО. По своему духу, распространение работы под пермиссивной лицензией схоже с помещением работы в общественное достояние, но не требует отказа от авторского права.
Среди самых известных пермиссивных лицензий на свободное ПО — лицензии BSD, MIT, Apache, WTFPL.

## Совместимость с GPL
Хотя пермиссивные лицензии содержат лишь минимальные требования, в отдельных случаях эти требования конфликтуют с требованиями свободной (но не пермиссивной) лицензии GNU GPL — основной лицензии операционной системы GNU/Linux. Например, 2-я версия лицензии Apache совместима с лицензией GPL 3-й версии, но несовместима с GPL-2. Лицензия OpenSSL и старые («4-пунктовые») версии лицензии BSD несовместимы ни с какой версией GPL. Несовместимость может сильно осложнить разработку ПО: если код является производной работой от работ с несовместимыми лицензиями, то потребуется заключить отдельные лицензионные договоры с правообладателями.
Следует заметить, что лицензия MIT и современные («3-пунктовые» и «2-пунктовые») варианты лицензии BSD полностью совместимы с GPL.